# Hofkammer
La Hofkammer della Monarchia asburgica era l'autorità fiscale centrale incaricata di introitare le entrate e coprire le spese della corte e dello Stato.
Già sotto Massimiliano I, l'amministrazione finanziaria delle terre ereditarie degli Asburgo e del Sacro Romano Impero venne centralizzata a corte, dove venne affidata ad un tesoriere generale che nel 1527, sotto l'arciduca Ferdinando, fu in grado di stabilirsi come organo indipendente dal Reichshofrat, pur rimanendo dipendente invece dalla camera e dal senato viennese come pure dalla camera boema a Praga e dalla camera ungherese a Bratislava. La Hofkammer era ospitata nel Reichskanzleitrakt della Hofburg di Vienna.
Sotto il governo di Maria Teresa, la camera ottenne un ruolo ancora più rilevante nella centralizzazione della monarchia, ottenendo non solo l'affidamento del sistema finanziario dell'Impero, ma anche del commercio, dell'economia, dell'estrazione mineraria e del traffico, rimanendo in tale potere sino al XIX secolo quando, dal 1848, tali competenze vennero suddivise tra una serie di ministeri.

## Presidenti dellaHofkammer
...
- Reichard Streun von Schwarzenau (1567–1575)

...
- Wolfgang Unverzagt (1600–1605)

...
- Ulrich Franz Kolowrat (1637–1648)

...
- Georg Ludwig von Sinzendorf  (1656–?)